# Louis James Alfred Lefébure-Wély
Louis James Alfred Lefébure Wély (París, França, 13 de novembre de 1817 - 31 de desembre de 1870) fou un compositor i organista francès.
Ingressà en el Conservatori de la seva ciutat natal, després d'haver rebut les primeres nocions musicals del seu pare, el qual era organista de l'església de Sant Roc. En el Conservatori assolí els dos primers premis d'orgue i piano. El 1847 se l'anomenà organista de l'església de la Magdalena, passant el 1863, amb el mateix càrrec, a la de Sant Sulpici.
Com a compositor fou molt fecund, si bé la seva inspiració no passà de mitjana, tal vegada per deixar-se portar massa dels gusts del públic.
Entre les seves obres hi ha:
- tres Misses
- tres Simfonies

Diverses composicions per a orgue, harmònium i piano, etc. sent una de les més conegudes d'entre les últimes la seva composició Les cloches du Monastère. També és l'autor de la cantata Après la victoire, i de l'obra en tres actes Les récruteurs.
Entre els seus rars alumnes tingué el famós organista Charles-René Collin.